# یادداشت‌های کودکی
یادداشت‌های کودکی یک مجموعه تلویزیونی محصول سال ۱۳۸۰ به کارگردانی پریسا بخت‌آور، نویسندگی اصغر فرهادی  می‌باشد که در رمضان ۱۳۸۰ از شبکه استانی تهران پخش شد. تیتراژ این مجموعه توسط اصغر فرهادی با آهنگسازی حمیدرضا صدری اجرا شده است.

## خلاصه داستان
خان بابا و ربابه خانم از جوانی سرایدار خانه آقا بزرگ هستند و حال که به سن پیری رسیده‌اند، اهالی خانه‌ دیگر به آنها سر نمی‌زنند. یک روز قبل از ماه رمضان، حمید  یکی از نوه های آقا بزرگ به خانه می آید و از خان بابا می خواهد که او را در یکی از اتاق های خانه زندانی کند و...

## بازیگران
- حمیده خیرآبادی در نقش ربابه خانم
- احمد قدکچیان در نقش خان بابا
- سیروس گرجستانی در نقش عزیز آقا شوهر اختر
- مهرانه مهین ترابی در نقش اختر
- امیر نوری در نقش مملی پسر اختر
- رامین ناصرنصیر در نقش رضا
- رضا بنفشه‌خواه در نقش آقای رزاقی
- شبنم معززی در نقش شبنم همسر رضا
- بهشاد شریفیان در نقش حمیدخان
- محمدرضا نوروزی در نقش آقای زمانی
- سیروس میمنت
- آتوسا رجبی
- میرصلاح حسینی
- محمود بنفشه‌خواه
- فرحناز منافی ظاهر
- هما خاکپاش
- هادی مشیرنیا
- رضا سخائی
- اردشیر کاظمی در نقش دکتر
- پروین میکده
- حمید عبدالحسینی
- نیلا خرم
- شاهد پیوند
- رضا خیری پور
- پروین ملکی
- ابراهیم شجاعی
- حسن زارع
- مرتضی اکبری
- طاهره اعلائی
- محمودشاه رفیعی
- معصومه عباسی
- علی گلزاده
- یوسف برزین
- آرزو مفتاحی
- فیض الله مهدیخانی
- رحمان خرازچی
- جمشید عسگری
- غلامرضا صفرزاده
- وحید خانی
- مجید بهرامی
- بهروز رضائیان
- حسین محمودی